# Bartholomäusfriedhof

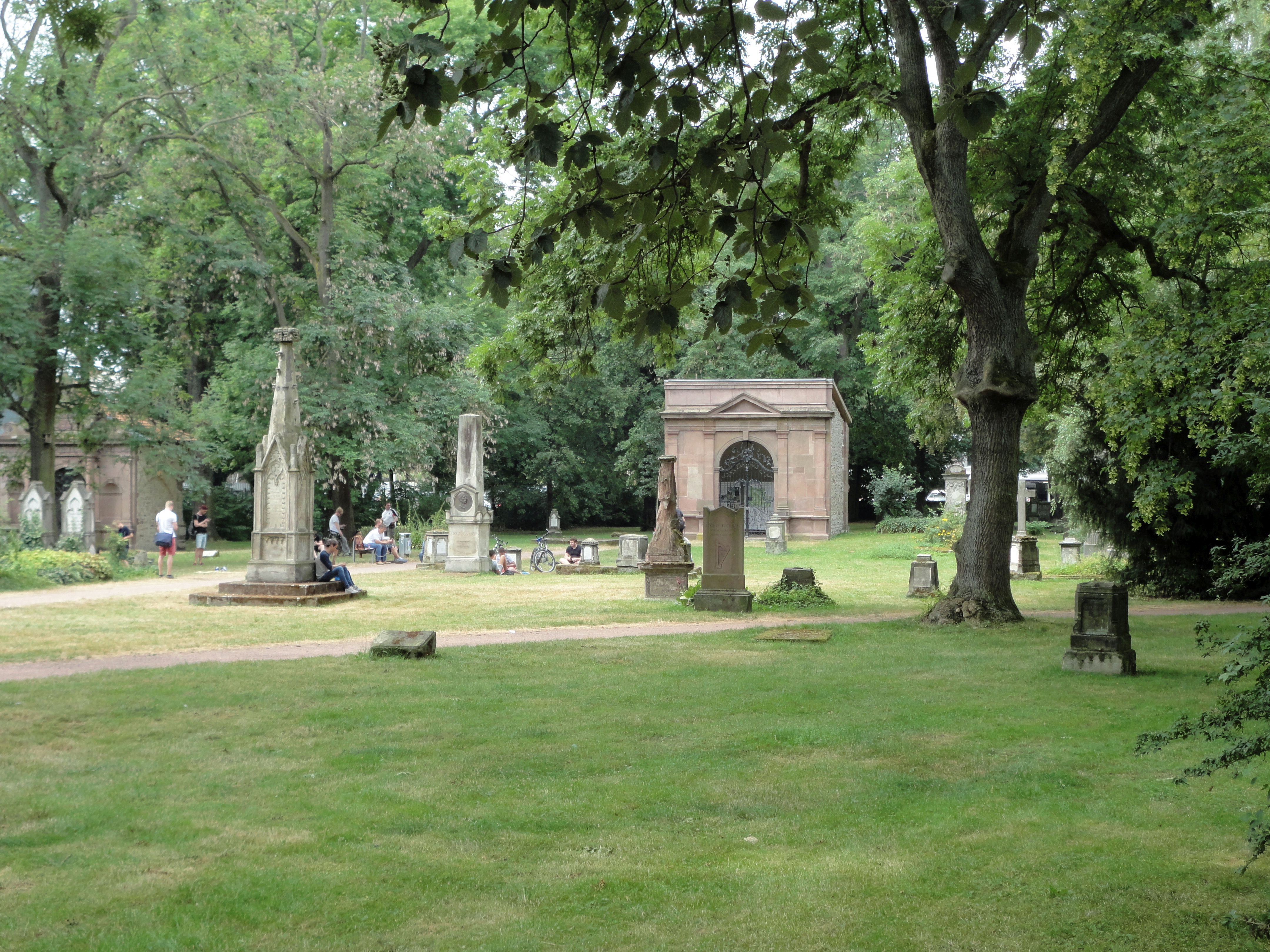
Bartholomäusfriedhof Göttingen, Sicht von der Weender Landstraße

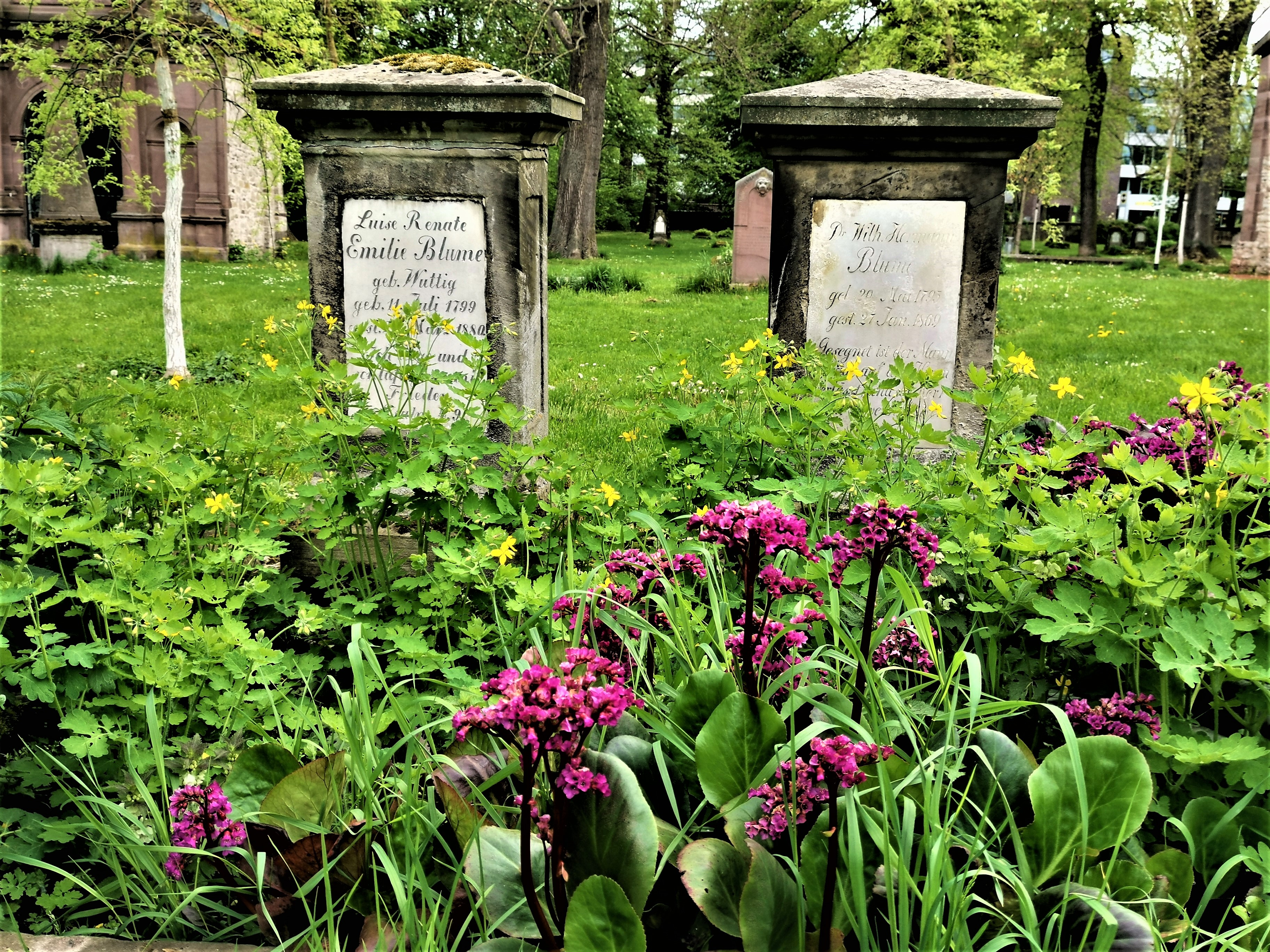
Grabstätten auf dem Historischen Bartholomäusfriedhof zu Göttingen

Der Bartholomäusfriedhof in Göttingen ist ein 1747 angelegter historischer Friedhof, der die Gräber einiger bedeutender Persönlichkeiten aus Kultur und Wissenschaft, darunter Gottfried August Bürger und Georg Christoph Lichtenberg, beherbergt.

## Lage und Bezeichnung
Der Friedhof liegt nördlich der Göttinger Altstadt an der Ausfallstraße der Weender Straße, zwischen derselben und dem Maschmühlenweg, gegenüber dem Geisteswissenschaftlichen Zentrum der Georg-August-Universität. Die als Gartendenkmal geschützte Grünanlage hat eine Fläche von etwa 18.200 m².
Die heutige Bezeichnung Bartholomäusfriedhof kam in der ersten Hälfte des 19. Jahrhunderts auf und setzte sich erst im 20. Jahrhundert durch. Früher hieß der Friedhof schlicht Neuer Kirchhof, Kirchhof vor dem Weender Tor, Weender Kirchhof oder St. Johannis und St. Jacobikirchhof.

## Geschichte
Früher befanden sich die Göttinger Friedhöfe direkt an den Kirchen in der Innenstadt. Im Zeitalter der Aufklärung wurde dieses als unhygienisch betrachtet und man verlagerte die Begräbnisstätten aus der Stadt heraus. So entstand 1747 an der Stelle des ehemaligen St.-Bartholomäus-Leprosenhospitals außerhalb der Stadtmauern der „Neue Friedhof“. Zunächst wurde dieser als Armenfriedhof betrachtet. In den folgenden Jahren ließen sich jedoch auch prominente und wohlbegüterte Personen dort beerdigen, vor allem Angehörige der Universität. So entstanden teilweise prächtige Grabbauten. 1840 musste der Friedhof erweitert werden und erhielt seine heutige Größe. Durch die zunehmende Bebauung außerhalb der Stadttore wurde auch das Areal um den Bartholomäusfriedhof besiedelt und verhinderte weitere Vergrößerungen. Mit der Eröffnung des neuen Stadtfriedhofes im Jahr 1881 wurde der Bartholomäusfriedhof als Begräbnisstätte abgelöst und zwei Jahre später geschlossen.
Während des Zweiten Weltkriegs und danach hatte der Friedhof schweren Schaden genommen und „mangels einer Umwehrung  waren seine Flächen durch Abstellen von Fahrzeugen und Gespannen verwüstet worden“. Die würdige Wiederherstellung und „gärtnerische Umgestaltung“ wurde bald nach Kriegsende vorgenommen. In diesen Zusammenhang zählen die markanten Einfriedungsmauern aus Werkstein an der Weender Landstraße und am Maschmühlenweg, die ursprünglich nicht zum Bartholomäusfriedhof gehörten, sondern in den 1950er Jahren unter Leitung von Stadtbaurat Karl Grabenhorst von der 82er-Kaserne am Geismartor mit einem „Gittertor“ hierher versetzt wurden.

## Erhaltungszustand

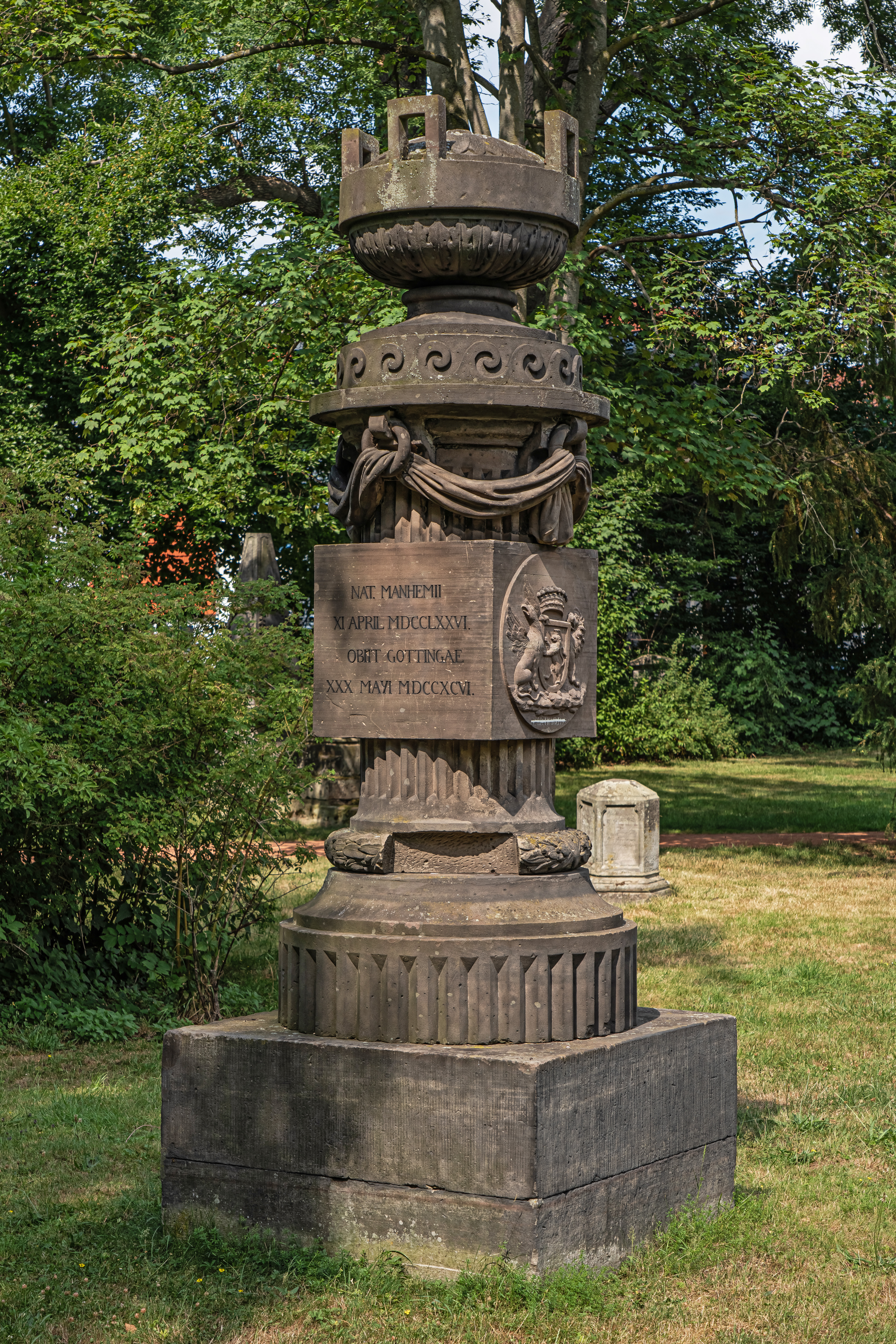
Grabmal auf dem Bartholomäusfriedhof

Der langsame Verfall des Friedhofs begann bereits kurz nach seiner Schließung 1883. 1944 wurde ein Teil des Areals bei einem Luftangriff auf den Maschmühlenweg beschädigt. Zu Kriegsende wies der Friedhof noch 420 Grabstätten auf. Der eigentliche Verfall geschah in der zweiten Hälfte des 20. Jahrhunderts. Durch jahrzehntelange Vernachlässigung gerieten die Denkmäler auf dem Friedhof in einen bedauernswerten Zustand, in dem sie sich größtenteils noch immer befinden. Ein Großteil der Inschriften ist nicht mehr zu lesen, viele Grabmale, teils von bedeutenden Personen, wurden vernichtet, sodass bei einer erneuten Bestandsaufnahme zu Beginn des 21. Jahrhunderts nur noch 185 erhaltene Grabmale gezählt werden konnten. Erst 2005 begann man mit der Sanierung der wichtigsten Ruhestätten, der Rest ist jedoch weiterhin dem Verfall preisgegeben. Im Jahr 2017 wurden an einigen Grabsteinen Restaurierungsarbeiten vorgenommen, um dem Verfall entgegenzuwirken.

## Persönlichkeiten
Folgende bekannte Persönlichkeiten wurden auf dem Bartholomäusfriedhof bestattet:
- Georg Heinrich Ayrer, Jurist
- Gottfried August Bürger, Dichter
- Alfred Clebsch, Mathematiker
- Justus Friedrich Danckwerts, Verleger
- Peter Gustav Lejeune Dirichlet, Mathematiker
- Rebecka Dirichlet, Schwester des Komponisten Felix Mendelssohn Bartholdy, Ehefrau P.G.L. Dirichlets
- Adolf Ellissen, Politiker, Philologe und Literaturhistoriker
- Heinrich Ewald, Theologe und Orientalist
- Christian Gottlob Heyne, Altertumsforscher und klassischer Philologe
- Abraham Gotthelf Kästner, Mathematiker und Dichter
- Georg Christoph Lichtenberg, Schriftsteller, Mathematiker und Physiker
- Johann David Michaelis, Orientalist, Theologe und Polyhistor
- Friedrich Mühlenbruch, Privatrechtler
- Gottlieb Jakob Planck, evangelischer Theologe und Kirchenhistoriker
- August Gottlieb Richter, Chirurg und Autor
- Mitglieder der Familie Ruprecht, Besitzer des Verlags Vandenhoeck & Ruprecht
- Friedrich Stromeyer, Chemiker
- Friedrich Wilhelm Unger, Jurist und Kunsthistoriker